# Lima socken
Lima socken ligger i Dalarna, ingår sedan 1971 i Malung-Sälens kommun och motsvarar från 2016 Lima distrikt.
Socknens areal är 1 434,50 kvadratkilometer, varav 1 377,0 land. År 2020 fanns här 1 530 invånare. Orten Limedsforsen samt tätorten och kyrkbyn Lima med sockenkyrkan Lima kyrka ligger i socknen.  

## Administrativ historik
Lima socken bildades troligen på 1200-talet genom en utbrytning ur Malungs socken. Transtrands socken är utbruten ur denna socken, på 1500-talet som ett kapellag. 
Vid kommunreformen 1862 övergick socknens ansvar för de kyrkliga frågorna till Lima församling och för de borgerliga frågorna till Lima landskommun. Landskommunen uppgick 1971 i Malungs kommun som 2008 namnändrades till Malung-Sälens kommun. Församlingen är sedan 2006 en del av Lima-Transtrands församling.
1 januari 2016 inrättades distriktet Lima, med samma omfattning som församlingen hade 1999/2000.
Socknen har tillhört fögderier, tingslag och domsagor enligt vad som beskrivs i artikeln Dalarna. De indelta soldaterna tillhörde Dalaregementet, Vesterdals Kompani.

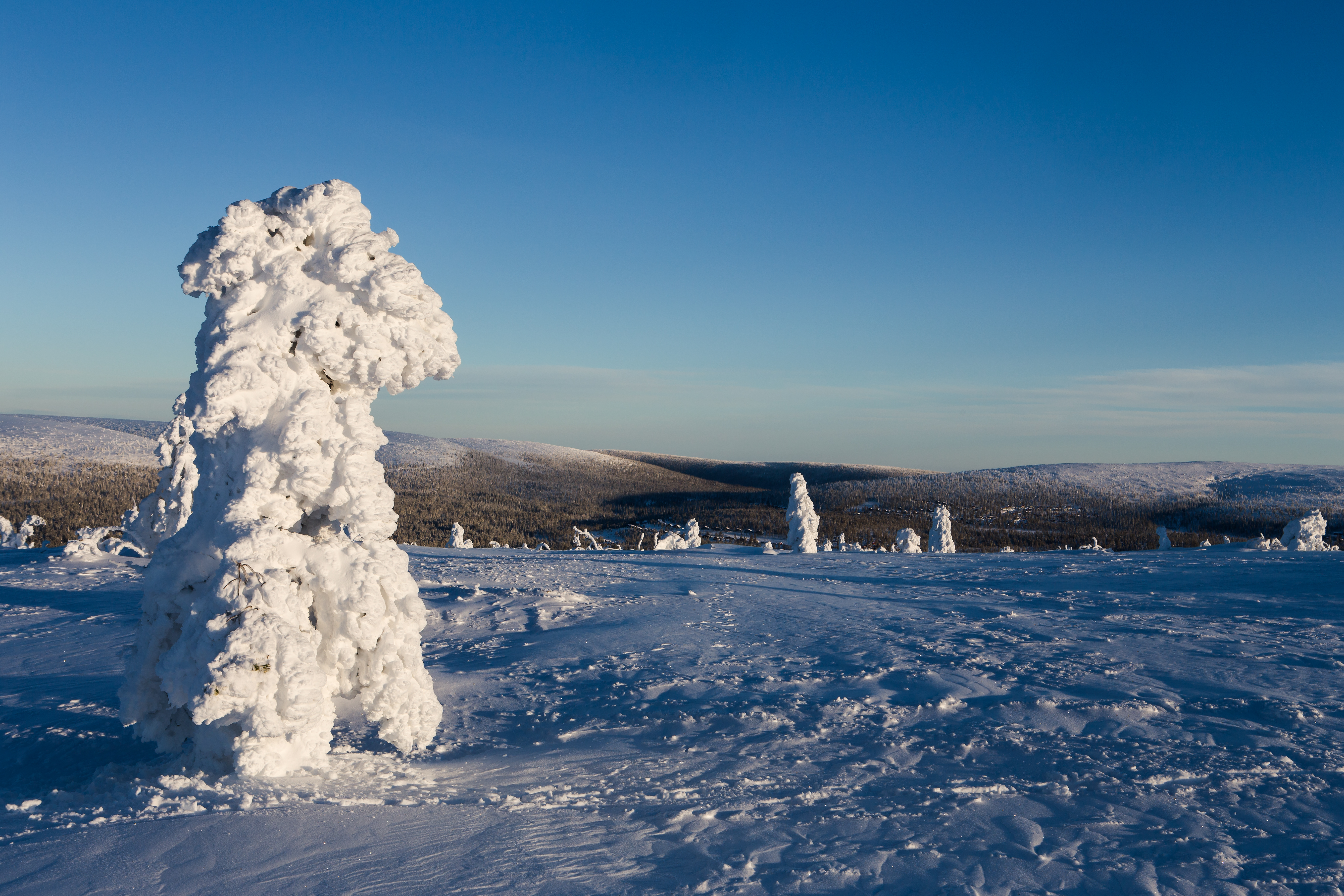
Limas fjällandskap, här toppen av Hundfjället

## Geografi
Lima socken ligger kring Västerdalälven. Socknen har en smal odlingsbygd i älvdalen och är däromkring en myr- och sjörik kuperad skogsbygd och lågfjällsbygd med flera fäbodar och höjder som i Hundfjället i nordväst når 925 meter över havet.

## Fornlämningar
Cirka 100 boplatser från stenåldern är funna liksom gravfynd från vikingatiden. Fem kilometer norr om kyrkan ligger rester av Lima skans uppförd under 1600-talet.

## Namnet
Namnet (1356 Limä) är ett bygdenamn som innehåller lim, 'murkalk här syftande på kalkhaltig lera.

## Befolkningsutveckling
Folkmängden i Lima-Transtrands församling var 3 411 år 2010.
| Befolkningsutvecklingen i Lima socken 1750–2020 | Befolkningsutvecklingen i Lima socken 1750–2020 | Befolkningsutvecklingen i Lima socken 1750–2020 | Befolkningsutvecklingen i Lima socken 1750–2020 | Befolkningsutvecklingen i Lima socken 1750–2020 |
| --- | ----------------------------------------------- | ----------------------------------------------- | ----------------------------------------------- | ----------------------------------------------- |
| |                                                 |                                                 |                                                 |                                                 |
| År |                                                 |                                                 | Folkmängd                                       |                                                 |
| 1750 | 1750                                            |                                                 | 1 634                                           |                                                 |
| 1760 | 1760                                            |                                                 | 1 072                                           |                                                 |
| 1769 | 1769                                            |                                                 | 2 036                                           |                                                 |
| 1780 | 1780                                            |                                                 | 1 109                                           |                                                 |
| 1790 | 1790                                            |                                                 | 1 190                                           |                                                 |
| 1800 | 1800                                            |                                                 | 1 318                                           |                                                 |
| 1810 | 1810                                            |                                                 | 1 317                                           |                                                 |
| 1820 | 1820                                            |                                                 | 1 345                                           |                                                 |
| 1830 | 1830                                            |                                                 | 1 575                                           |                                                 |
| 1840 | 1840                                            |                                                 | 1 651                                           |                                                 |
| 1850 | 1850                                            |                                                 | 1 769                                           |                                                 |
| 1860 | 1860                                            |                                                 | 2 187                                           |                                                 |
| 1870 | 1870                                            |                                                 | 2 370                                           |                                                 |
| 1880 | 1880                                            |                                                 | 2 484                                           |                                                 |
| 1890 | 1890                                            |                                                 | 2 508                                           |                                                 |
| 1900 | 1900                                            |                                                 | 2 637                                           |                                                 |
| 1910 | 1910                                            |                                                 | 2 626                                           |                                                 |
| 1920 | 1920                                            |                                                 | 2 684                                           |                                                 |
| 1930 | 1930                                            |                                                 | 2 639                                           |                                                 |
| 1940 | 1940                                            |                                                 | 2 433                                           |                                                 |
| 1950 | 1950                                            |                                                 | 2 461                                           |                                                 |
| 1960 | 1960                                            |                                                 | 2 363                                           |                                                 |
| 1970 | 1970                                            |                                                 | 2 066                                           |                                                 |
| 1980 | 1980                                            |                                                 | 1 986                                           |                                                 |
| 1990 | 1990                                            |                                                 | 1 915                                           |                                                 |
| 2020 | 2020                                            |                                                 | 1 530                                           |                                                 |
| Anm: Folkmängden 1750 och 1769 avser hela Lima pastorat, inte enbart socknen. Källa: Umeå universitet - Tabellverket 1749-1859, Demografiska databasen, CEDAR, Umeå universitet, Folkmängden per distrikt, landskap, landsdel eller riket efter kön. År 2015 - 2022. |                                                 |                                                 |                                                 |                                                 |